# Micrurus tikuna
Espèce
Micrurus tikuna est une espèce de serpents de la famille des Elapidae.

## Répartition
Cette espèce se rencontre :
- au Brésil dans l'État d'Amazonas ;
- en Colombie dans le département d'Amazonas.

## Étymologie
Le nom spécifique tikuna vient du tupi tacouma, homme qui a la face ou le nez peint en noir, en référence a la tête principalement noire de cette espèce. Il fait aussi référence aux Ticuna.

## Publication originale
- Feitosa, Da Silva Jr, Pires, Zaher & Costa-Prudente, 2015 : A new species of monadal coral snake of the genus Micrurus (Serpentes, Elapidae) from western Amazon. Zootaxa, no 3974 (4), p. 538–554.